# 片耳豚

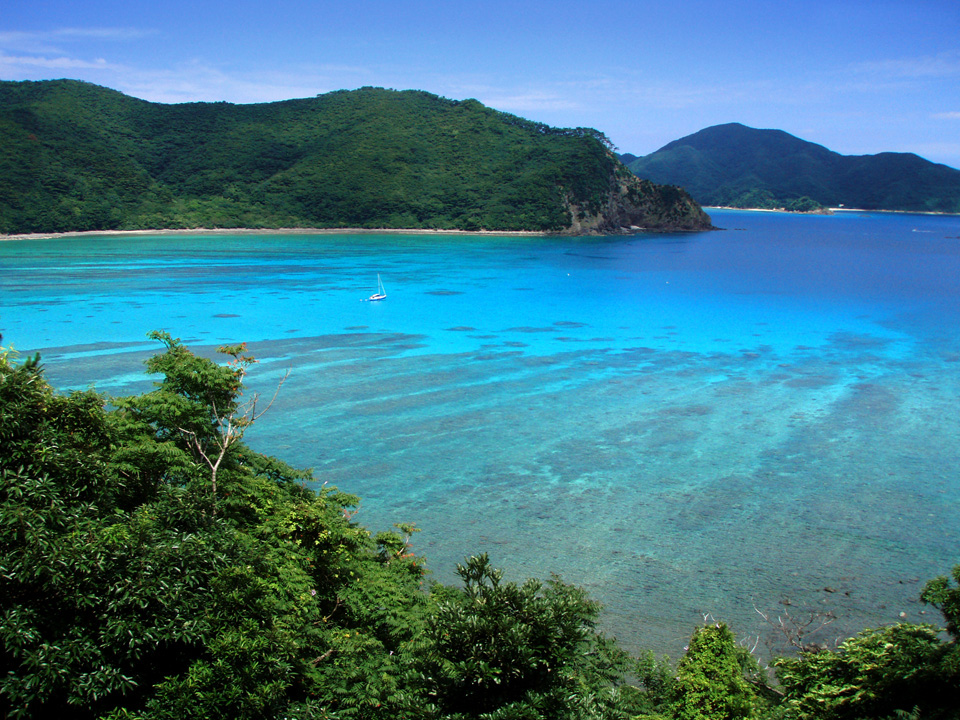
奄美大島

片耳豚（かたきらうわ）は、鹿児島県奄美大島に伝わるブタの妖怪。奄美の民俗研究家・恵原義盛の著書『奄美怪異談抄』に記述がある。
名前通り片耳の無いブタの姿をしており、人間がこれに股の下をくぐられると魂を抜かれて死んでしまい、かろうじて命が助かったとしても、性器を損傷して一生腑抜けになってしまうという、沖縄のマジムンに似た伝承がある。
現れる場所は一定しており、中でも名瀬市（現・奄美市）の市役所付近が最も知られ、ほかにも永田川など、2、3か所の出没地があったという。ウサギのように飛び跳ね、ウサギのように素早く動くために捕らえることはできず、濃いクレゾールのような、雄のヤギの強い匂いのような嫌な匂いがするという。
ほかにも、両耳のないブタの姿をした耳無豚（みんきらうわ）が伝えられており、同様に人間の股をくぐって魂を抜き去るという。また、奄美出身の民俗学者・田畑英勝の著書『奄美物語』にも、徳之島阿布木名の、目が一つしかないムィティチゴロ（片目豚の意）の記述があり、同様に股をくぐられると死ぬといわれる妖怪とされる。
これらの妖怪は、目や耳など体の一部が欠損したブタの姿という外見が特徴とされる。また、なぜか光を当てても影ができないので、これにより普通のブタと区別することができる。もし出遭ってしまった場合、咄嗟に両脚を交差させてこれを避けると良いといい、阿布木名でムイティチゴロが現れるといわれた場所では、股をくぐられないように両脚を交差しながら歩いたという。また、この種の妖怪は女性の1人歩きか2人連れの前によく現れたともいわれる。